# Didier Pourquery
Pour les articles homonymes, voir Pourquery.
Didier Pourquery est un journaliste français né le 31 mai 1954, à Floirac en Gironde.

## Biographie
Diplômé de l'Institut d'études politiques de Paris et de l'ESSEC, Didier Pourquery a collaboré depuis le début des années 1980 à de nombreux titres de presse écrite. Rédacteur à Libération de 1983 à 1986, au service économique, où il recrute François Féron, un biologiste et ingénieur agronome reconverti dans la presse agricole. 
Il est ensuite embauché au Monde, comme chef adjoint du service économique jusqu'en 1990, où il lance le supplément hebdomadaire Le Monde Affaires, avec Annie Kahn, et poursuit une réflexion en profondeur sur les métiers du marketing, son domaine de prédilection, avec la vulgarisation de l'économie. Rédacteur en chef de Science et Vie Économie, puis de La Tribune au début des années 1990, il est nommé directeur adjoint du quotidien Info Matin, lancé par André Rousselet dans la deuxième partie des années 1990, et devient éditeur de magazines chez Prisma Presse, où il est rédacteur en chef de VSD puis éditeur du pôle « people » pendant deux ans. Puis il devient rédacteur en chef à L'Expansion. 
Dans les années 2000, il a ensuite dirigé la rédaction du quotidien gratuit Metro pendant quatre ans, depuis son lancement en 2002, aux côtés de la directrice Valérie Decamp, avant d'assumer le poste de directeur adjoint du projet de quotidien populaire grand public au format tabloïd, sur le modèle de Bild en Allemagne, puis d'être nommé directeur délégué de la rédaction de Libération en août 2007 puis directeur adjoint des rédactions du quotidien Le Monde, où il est directeur de l'édition du week-end, Le Monde 2 devenu Le Monde Magazine. Il a eu pour politique d'y faire signer des journalistes du quotidien, tout en y faisant la part belle aux photos et aux longs articles d'enquête ou de reportage. 
Directeur adjoint de la rédaction du Monde auprès d’Erik Izraelewicz de 2011 à 2013, puis directeur du développement éditorial du quotidien chargé des événements jusqu’en 2014, il est d'août 2015 à mai 2019 directeur de la rédaction du site The Conversation France. Chroniqueur (« Juste un Mot ») au Monde puis au Huffington Post de 2012 à 2015, membre du comité de rédaction de l’Histoire, revue mensuelle de vulgarisation créée en 1978 de 1997 à 2010. Il est l’auteur de plusieurs livres, de l’enquête à l’essai en passant par le roman. Il publie en 2016 L’Été d’Agathe, qui raconte la vie brève de sa fille, morte à 23 ans de la mucoviscidose.
En janvier 2018, il devient président de Cap Sciences.
En juin 2019, il est élu président de l'association The Conversation France.

## Publications
- Chasseurs de têtes (enquête), Stock 1985
- Parlez-vous business? (essai), J.-C. Lattes 1986
- Le Bazar des nouveautés (essai), Stock 1990
- Opération short list (roman) Édition de l'Arsenal 1994
- Paris-Soir France-Soir, la photo à la Une, avec Philippe Labarde, éditions Paris Musées, 2006
- Les Mots de l'époque (chroniques), Autrement 2014 ; Folio, 2015
- L’Été d’Agathe, Grasset, 2016 ; Petite Vermillon Éditions de la Table ronde, 2017.
- En finir avec l'ironie ? Éloge d'un mal français, Éditions Robert Laffont, 2018.
- Petit Éloge du Jazz , Folio (Gallimard), 2018.
- Une histoire de hamburger-frites, Éditions Robert Laffont, Nouvelles mythologies, 2019.
- Sauvons le débat - Osons la nuance, Presses de la Cité, La Cité, 2021.
- Noël Mamère - La Passion du journalisme et du politique, avec Noël Mamère, éditions Memoring, 2022
- Une histoire des trente glorieuses, Grasset, 2023